# كأس جمهورية أيرلندا 2013
كأس جمهورية أيرلندا 2013 (بالإنجليزية: 2013 FAI Cup)‏ هو الموسم 90 من كأس جمهورية أيرلندا. أقيم خلال الفترة 31 مارس 2013 وحتى 3 نوفمبر 2013، وأشرف على تنظيمه اتحاد أيرلندا لكرة القدم، وكان عدد الأندية المشاركة فيه 40، وفاز فيه نادي سليغو روفرز.